# Polygonatum wardii
Polygonatum wardii är en sparrisväxtart som beskrevs av Fa Tsuan Wang och Tang. Polygonatum wardii ingår i släktet ramsar, och familjen sparrisväxter. Inga underarter finns listade i Catalogue of Life.